# Keumumu Hilir
Keumumu Hilir is een bestuurslaag in het regentschap Aceh Selatan van de provincie Atjeh, Indonesië. Keumumu Hilir telt 1917 inwoners (volkstelling 2010).